# Castel Gandolfo
Castel Gandolfo (Latin: Castrum Gandulphi), er en lille italiensk by og kommune i regionen Lazio. Byen ligger ca. 24 km sydøst for Rom, på toppen af en bjergtop i Albanerbjergene, der er et gammelt vulkankrater (caldera), der omkrandser Albanosøen i kratrerets bund. Byen havde i 2010; 9037 indbyggere, og er bedst kendt for at huse Pavens sommerresidens.
Arkæologiske udgravninger og historiske kilder peger på at der allerede i antikken lå en by; Alba Longa. Med åbningen af Via Appia i 312 f.vt. blev Alba Longa forbundet direkte med Rom.
Kommunen dækker et areal på 14,71 km2 inkl. søen. Ved dennes bred ligger det olympiske ro-stadion fra Sommer-OL 1960 i Rom.
Venskabsby: Châteauneuf-du-Pape, Frankrig.

## Paveresidensen
Pavepaladset ligger øverst på bjergkammen, på nordsiden af den gamle bydels centrale plads – Piazza della Libertà, og blev oprindeligt opført af Kejser Domitian. Det blev senere adelssæde for familien Gandolfi og derefter Savelli. Paladset blev beordret konfiskeret af Pave Clemens 8., og blev i 1624-1629 ombygget til pavepalds af Pave Urban 8. Paverne Pius 12. og Paul 6. døde her.
Paladset består af et kompleks af tre villaer, nogle haver og en gård med et landbrug. I alt et område på 55 ha. De 55 hektar er i følge Laterantraktaten fra 1929, en ekstraterritoriel del af Pavestolen – dvs. området har en status svarende til diplomatiske missioner.
Pave Benedikt 16. Emeritus boede her midlertidigt (28. februar - 2. maj) 2013 efter at have abdiceret. Han boede efterfølgende i klosteret Mater Ecclesiae i Vatikanet indtil hans død 31. december 2022.